# 嬬恋村の歌
「嬬恋村の歌」（つまごいむらのうた）は、群馬県吾妻郡嬬恋村が制定した村歌である。作詞・赤石幸吉、作曲・小林秀雄。

## 解説
嬬恋村では1950年（昭和25年）に観光協会が発足し、当時の村長であった山崎勝蔵が会長に就任した。協会事務局は村役場の観光民生課に置かれ、課長が事務局長を兼務していたが同年の夏に発足記念事業として村章のデザインと村歌および新民謡の歌詞を懸賞募集することになり、上毛新聞に広告を掲載して10月16日に各部門の入選作品を発表した。
村歌の入選者は長崎市から応募した赤石幸吉で、4年後の1954年（昭和29年）には長崎大学学芸学部の歌を作詞している。また、同時に募集された「嬬恋小唄」では茨城県からの応募作が採用された。作曲は2曲いずれもビクターレコードを通じて父親が村出身の縁で小林秀雄に依頼され、同社によりA面に竹山逸郎と平野愛子が歌う「嬬恋村の歌」、B面に渡辺はま子が歌う「嬬恋小唄」をそれぞれ吹き込んだSP盤（規格品番：PR-1130）が製造された。
なお入選作の歌詞は前年4月に制定された神奈川県の県民歌で「嬬恋村の歌」と同じくビクターがSP盤を製造した「光あらたに」（作詞・村瀬輝光、補作・勝承夫、作曲・飯田信夫）と歌詞が酷似しており、特に1番の歌い出し部分は「光あらたに 雲染めて……」、1番の結語が「……花の咲くところ」と、それぞれ「光あらたに」の1・3番と完全に同じである。

### カバー
現在よく知られている「嬬恋村の歌」はビクター製造の竹山・平野による創唱でなく、和田香苗が編曲した日本コロムビア製造の大川栄策と青山和子によるカバーバージョンであり、このカバー盤の発売以降は村外においてご当地ソングとしても認識されるようになっている。
1972年（昭和47年）、村観光協会ではコロムビアに依頼して村歌「嬬恋村の歌」を大川と青山、新民謡「嬬恋小唄」を都はるみがそれぞれカバーで歌唱したシングル盤（規格品番：PES-7310）を製造した。このレコードの歌詞カードでは、作詞者の姓が「赤石」とすべきところを誤って「明石」と記述されている。
2013年（平成25年）より、嬬恋村文化協会がコロムビアに製造を委託した「嬬恋村の歌」と「嬬恋小唄」に加えて島倉千代子が歌う「嬬恋慕情」、冠二郎とわかばちどりが歌う「つまごい音頭」の計4曲を収録したCDを嬬恋郷土資料館で販売している。